# Berlinfrågan
Berlinfrågan (tyska: Berlinfrage eller Berlin-Frage) rörde Berlins omstridda status under åren 1945–1990, efter att ha ockuperats gemensamt av fyra segrarmakter vid andra världskrigets slut. Staden kom att delas genom kalla krigets motsättningar mellan västmakterna och östblocket, för vilka Berlin var både symboliskt och strategiskt viktig. Västberlin hamnade i ett utsatt läge som en de facto västtysk exklav omgiven av Östtyskland, som i sin tur blev extra sårbart av Västberlins närvaro.
Berlinfrågan stod i kalla krigets absoluta centrum tills en bit in på 1960-talet. Därefter inleddes en stabilare period under den avvaktande principen om "samexistens på basen av status quo". Problemet fick sin lösning först i och med kalla krigets slut, då en överenskommelse kunde nås mellan inblandade stater och Tyskland därefter återförenades.

## Kronologi

### Tysk kapitulation och allierad ockupation

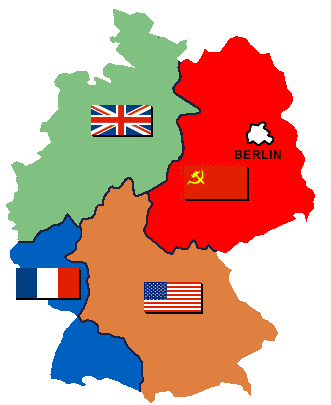
Berlin låg som en ö omgiven av den sovjetiska ockupationszonen.

I slutet av andra världskriget intogs Berlin av sovjetiska trupper. Staden kapitulerade militärt den 2 maj 1945.
Med Nazitysklands villkorslösa kapitulation 7–8 maj, trädde Londonprotokollet i kraft. Det reglerade segrarmakternas inbördes uppdelning av efterkrigs-Tyskland i ockupationszoner. Huvudstaden Berlin skulle dock stå under gemensam ockupation, initialt av segrarmakterna Storbritannien, USA och Sovjetunionen, sedan även av Frankrike. Berlinsektorer hade definierats för respektive lands ockupationstrupper, men staden skulle styras gemensamt, genom den Allierade kommendanturen.
De brittiska och amerikanska trupperna anlände och tog över sektorerna i västra Berlin 3–4 juli. Enligt en överenskommelse vid Jaltakonferensen i februari, skulle även Frankrike delta, som en fjärde ockupationsmakt, men den slutliga fördelningen beslutades inte förrän på Potsdamkonferensen, den 30 juli, av det nybildade Allierade kontrollrådet, och trädde i kraft den 13 augusti. Den 12–14 augusti anlände de franska trupperna till Berlin.
Den 11 juli 1945 installerades Allierade kommendanturen för ockupationsmakternas gemensamma styre av Berlin. I kommendanturen skulle alla beslut vara enhälliga, det vill säga alla fyra kommendanter hade vetorätt. I takt med ökade politiska motsättningar, blev samarbetet emellertid allt svårare och besluten kom efter hand att tas separat i sektorerna.
En komplicerande faktor var att Berlin låg som en enklav omgiven av den Sovjetiska ockupationszonen.

### Splittring mellan Sovjetunionen och västmakterna
Västmakternas och Sovjetunionens åsikter skilde sig kraftigt åt gällande den framtida politiska och ekonomiska ordningen, både för Berlin och för Tyskland som helhet. Västmakternas marknadsliberalism var oförenlig med den sovjetiska kommunismen i form av stalinism eller marxism–leninism, och ingen var beredd att låta den andra sidans system dominera det framtida Tyskland.

#### Västmakternas samarbete tätnar
Storbritannien och USA skapade en ekonomisk union, den så kallade Bizonen, av sina ockupationszoner i västra Tyskland den 1 januari 1947.
Under den följande våren 1947 deklarerade USA vad som kom att kallas Trumandoktrinen och innebar att motverkandet av kommunistiskt inflytande nu var en ledstjärna för den fortsatta utrikespolitiken. I synnerhet skulle en sovjetisk expansion i väst förhindras.
Då de fortsatta diskussionerna med Sovjetunionen därefter inte gav så mycket, fokuserade västmakterna alltmer på samordningen av ekonomi och politik i de västliga områdena, för att eventuellt upprätta en västinriktad stat i den delen av Tyskland. I mars 1948 slöts ett avtal om att Frankrikes zon skulle ansluta till Bizonen, som då skulle bli Trizonen. Den franska zonen deltog därefter i flera ekonomiska samarbeten, men det formella bildandet av Trizonen skedde inte förrän i april 1949.
Med hänvisning till de tre övriga makternas intention att gå sin egen väg, lämnade Sovjetunionen det allierade kontrollrådet den 20 mars 1948, varpå det mesta av kontrollrådets verksamhet i praktiken lades ned. Den 16 juni lämnade de även den allierade kommendanturen i Berlin.

#### Separata valutareformer i väst och öst
I västmakternas ekonomiska union i västra Tyskland, genomfördes en valutareform med införande av Deutsche Mark ("Westmark") den 21 juni 1948, dock inte i Berlinsektorerna.
Valutareformen i väst hade genomförts utan samordning med den sovjetiska sidan, som nu hotades av en kraftig inflation på grund av inflödande riksmark som plötsligt blivit värdelösa i väst. Sovjetunionen stoppade då passage mellan sin Berlinsektor och västsektorerna samt gjorde en skyndsam valutareform med införande av en Deutsche Mark för östområdet ("Ostmark") den 23 juni. Den sovjetiska kommendanten menade att den skulle gälla i hela Berlin. Detta uppskattades inte av västsektorernas ledning, som svarade med att från 24 juni ge ut en särskild Berlinversion av västmarken. Vid det laget hade dock hela Västberlin satts i blockad.

### Den första krisen – Berlinblockaden

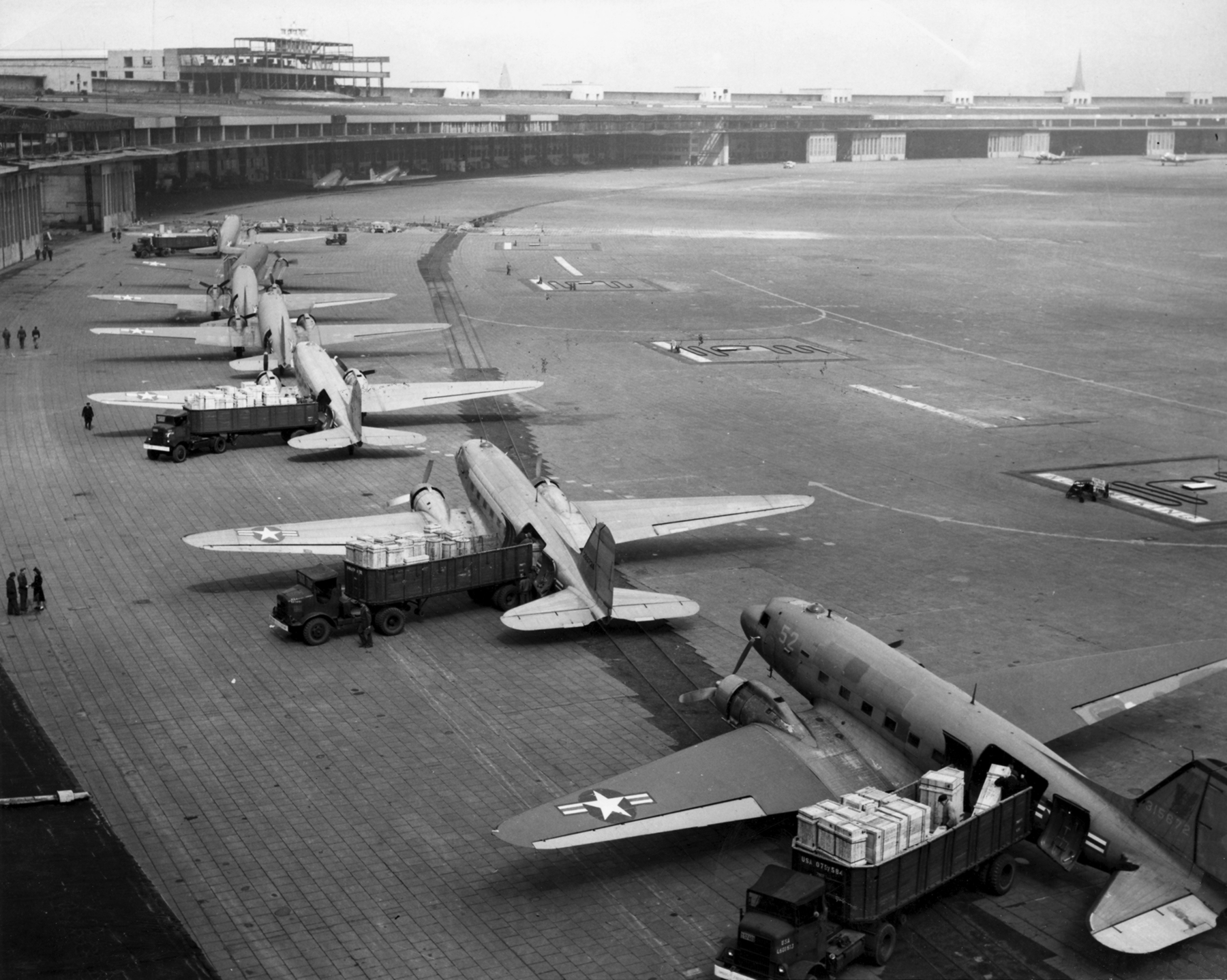
Transportflygplan på Tempelhofflygplatsen i Västberlin under luftbron 1948–1949.

Sovjetunionen ville nu tvinga västmakterna att lämna över Västberlin. Den så kallade Berlinblockaden inleddes på kvällen den 23 juni 1948, då Sovjetunionen, i den upptrappade konflikten med västmakterna, stängde av strömförsörjningen in till Västberlin och följande morgon blockerade all trafik utom flyg till och från området.
För Västberlins försörjning, organiserade västmakterna då en luftbro, som även klarade västberlinarna genom vintern. Man införde också ett handelsembargo, som förbjöd export av industriprodukter från väst till den sovjetiska ockupationszonen.
Efter Jessup-Malik-avtalet den 4 maj 1949, upphörde Berlinblockaden och västs handelsembargo den 12 maj 1949.

### Västtyskland och Östtyskland bildas
Den 23 maj 1949 bildade förbundsländerna i väst Förbundsrepubliken Tyskland, en parlamentarisk republik, informellt kallad Västtyskland fram till 1990. I den västtyska författningen nämndes även Berlin (Stor-Berlin) som ett förbundsland, även om lagen inte kunde tillämpas i det fallet, på grund av den särskilda status staden fått vid ockupationen.
Efter bildandet av Västtyskland, och i enlighet med ockupationsstatuten (Besatzungsstatut) upprättad i samband med det, underställdes den Allierade kommendanturen för Berlins västsektorer i september 1949 den av västmakterna nybildade, civila Allierade höga kommissionen, även kallad Kontrollkommissionen, som till stora delar ersatte det nu kraftigt begränsade, militära Allierade kontrollrådet.
Den 7 oktober 1949 bildades det marxist-leninistiska Östtyskland (DDR) och Berlin förklarades vara dess huvudstad. I praktiken blev Östberlin östtysk huvudstad, men kunde egentligen inte integreras helt i den nya staten, på grund av den särskilda status Berlin hade fått i samband med ockupationen.
Tyskland var nu delat i två stater, som båda, till en början, närde en vision att omfatta hela Tyskland, men på helt olika vis.
Västberlins allierade kommendantur, som sedan några år minskat sina ansvarsuppgifter till förmån för det civila samhället, förklarade sig i maj 1955, med Erklärung der Alliierten Kommandantur über Berlin, vara positivt inställd till att Västberlin, under kommendaturens överinseende, anammade västtyska lagar, inte minst på ekonomiska området, men även vad gäller statstillhörighet med mera. Efter Tysklandsfördraget (Deutschlandvertrag) 1952, reviderat och ikraftträtt genom Parisfördragen (Pariser Verträge) i maj 1955, avvecklades Allierade höga kommissionen och den allierade kommendanturen underställdes istället de västallierades ambassadörer.

### Den andra Berlinkrisen
Den andra Berlinkrisen var den längsta och djupaste. Med start hösten 1958, omfattade den ett antal konfliktepisoder och nådde sin kulmen under sommaren och hösten 1961. Det finns olika meningar om hur länge "den andra Berlinkrisen" fortgick, men relaterade episoder förekom fram till och med 1963.

#### Chrusjtjovs första ultimatum
Den 27 november 1958 ställde den sovjetiske ledaren Nikita Chrusjtjov västmakterna inför ett ultimatum, som gick ut på att de inom ett halvår skulle förbinda sig att lämna Västberlin; Berlins fyrmaktsstatus skulle upphävas och Västberlin bli en demilitariserad, egen politisk enhet med status som en "fri stad", men i praktiken helt under östtysk kontroll. Om man inte gick med på detta, skulle Sovjetunionen sluta ett eget fredsavtal med Östtyskland. Västmakternas ockupationsrätt skulle då betraktas ogiltig och Östtyskland skulle överta de sovjetiska rättigheterna i Berlin och ges full kontroll över trafiken genom landet. Försök från väst att upprätthålla sin närvaro med militära medel skulle betraktas som aggression och besvaras militärt av Sovjetunionen, vilket inkluderade kärnvapen.
Västmakterna visade sig villiga att diskutera åtminstone vissa mindre eftergifter och Chrusjtjov släppte sitt ultimatum i början av 1959. De förhandlingar som följde ledde ingenvart, men Chrusjtjov, som egentligen inte varit intresserad av att starta krig, hade med tiden konstaterat att Östtyskland ekonomiskt blivit allt mer beroende av Västtyskland, som i sin tur inte var beroende av sin östliga granne.

#### Chrusjtjovs andra ultimatum
Västberlin var ett växande problem för Östtyskland, inte minst på grund av den pågående republikflykten över gränsen, som gav en betydande befolkningsförlust.

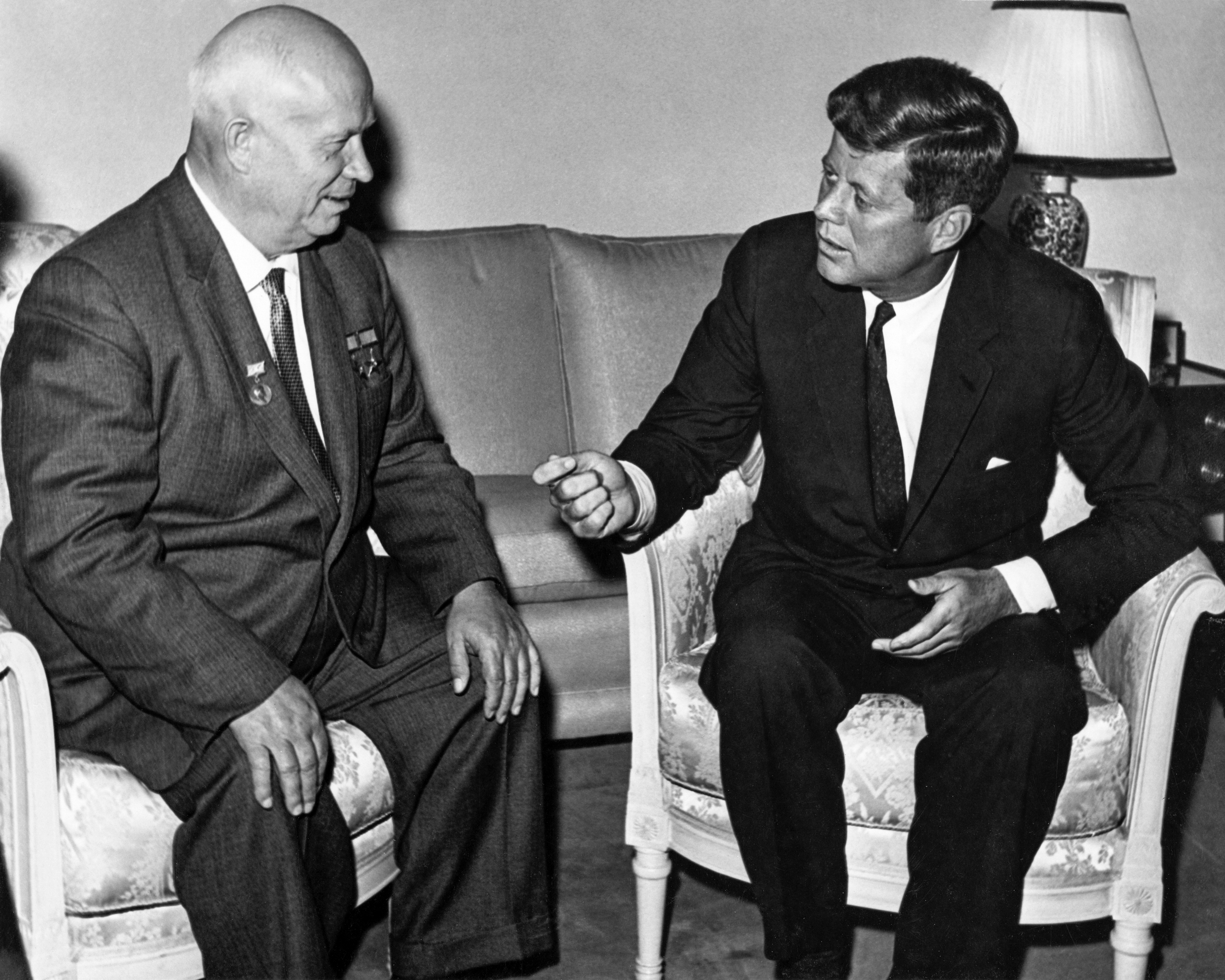
Nikita Chrusjtjov (t.v.) och John F. Kennedy (t.h.) i juni 1961.

Den 4 juni 1961 återkom Chrusjtjov med sitt Berlinultimatum. Om västmakterna inte tillmötesgick kraven och innan utgången av året förband sig att lämna Västberlin, skulle Sovjetunionen sluta ett eget fredsavtal med Östtyskland. Som tidigare, var krigshotet ett sätt att skaffa sig initiativet i frågan, och risken för kärnvapenanvändning bedömdes av Sovjetunionen som mycket låg. I väst var man dock mer osäker kring riskbedömningen.
Den västliga militäralliansen Nato hade för Berlin definierat tre grundläggande rättigheter, vilka skulle försvaras med alla tillgängliga medel: västmakternas militära närvaro i Västberlin, obehindrad transittrafik mellan staden och Västtyskland och Västberlins livsduglighet. USA:s president John F. Kennedy upprepade dessa "three essentials" i ett radio- och TV-sänt tal i slutet av juli.

#### Berlinmuren börjar byggas

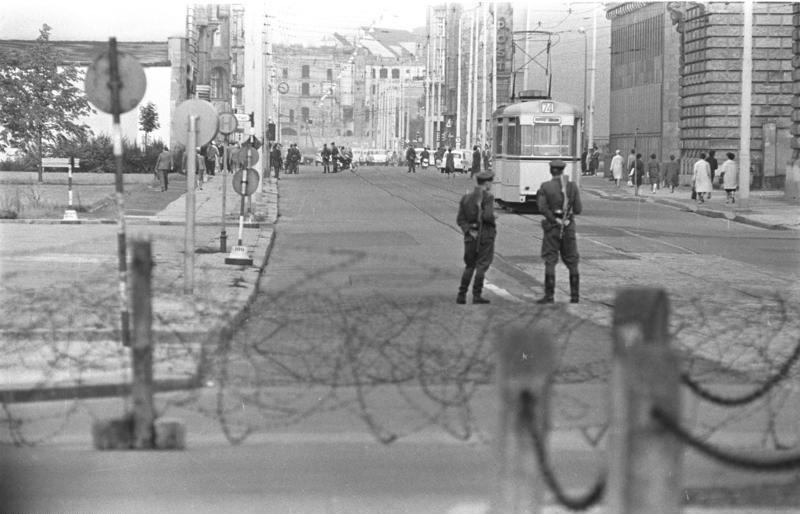
Berlinmuren började som taggtrådshinder 13 augusti 1961.

Under sommaren 1961 började situationen bli desperat för Östtyskland; i juli månad flydde 30 000 människor landet via Berlin. Den östtyske ledaren Walter Ulbricht hade länge sett en fysisk avgränsning mellan Öst- och Västberlin som den bästa lösningen.
Chrusjtjov, som varit motståndare till en sådan lösning, fick nu rapporter om att massflykten snart hotade Östtysklands existens, och gav slutligen sitt godkännande, som en tillfällig nödåtgärd. En sådan gränsstängning skulle inte gå emot NATO:s grundkrav gällande Västberlin, de "three essentials" som Kennedy tagit upp i sitt julital.
Natten till den 13 augusti 1961 spärrades så hela Västberlin av och anläggandet av Berlinmuren hade börjat. De första avspärrningarna gjordes med taggtråd och började efter några dagar ersättas med en fast mur. Den 23 augusti infördes kraftiga inskränkningar av passager genom muren. Berlinarna kunde inte längre göra privata besök hos vänner och anhöriga som nu var på andra sidan muren. Icke-tyska medborgare, inklusive diplomater, hänvisades till två gränsövergångar, Bahnhof Berlin Friedrichstraße eller Friedrichstraße/Zimmerstraße. Vid den senare fick inga tyskar passera, men det var den enda övergången tillgänglig för allierades militärpersonal, och där upprättades gränsstationen Checkpoint Charlie på västsidan.
Man hade varit medveten om en möjlig östtysk stängning av gränsen, men den plötsliga tillkomsten blev ändå en överraskning. Reaktionerna från västliga regeringar var de första dagarna tämligen återhållsamma och avvaktande. Till viss del kom den milda responsen av en lättnad över att det omedelbara krigshotet därmed avvärjts och en förhoppning att läget hade stabiliserats. Å andra sidan fanns det en viss osäkerhet, ifall det ändå kunde vara början på en ny aggressiv utveckling. För västberlinarna var de milda reaktionerna från Västtysklands förbundskansler Adenauer och inte minst USA:s president Kennedy mycket oroande och spädde på krisstämningen innan de efter några dagar fick mer stödjande respons.
I Östtyskland fick nyheten om muren ett blandat mottagande. Det fanns de som hoppades på den politiska ledningens löften om att Östtyskland nu skulle få möjlighet att blomstra. Men för många infann sig en känsla av kris och panik. Att möjligheten till en utflyttning till Västtyskland nu ströps, var ett hårt slag. Många fruktade att det också skulle utnyttjas av staten för hårdare arbetsförhållanden och ökad politisk repression. Avspärrningarna möttes av omedelbara protester av människor på båda sidor; den östtyska polisen använde bland annat tårgas och vattenkanoner för att skingra folkmassor på sin sida av gränsen. Från oktober 1961, till april 1989, hade de östtyska gränstrupperna order att använda skjutvapen (Schießbefehl) om det krävdes för att stoppa flykt över gränsen.

#### Konfrontation vid Berlinmuren

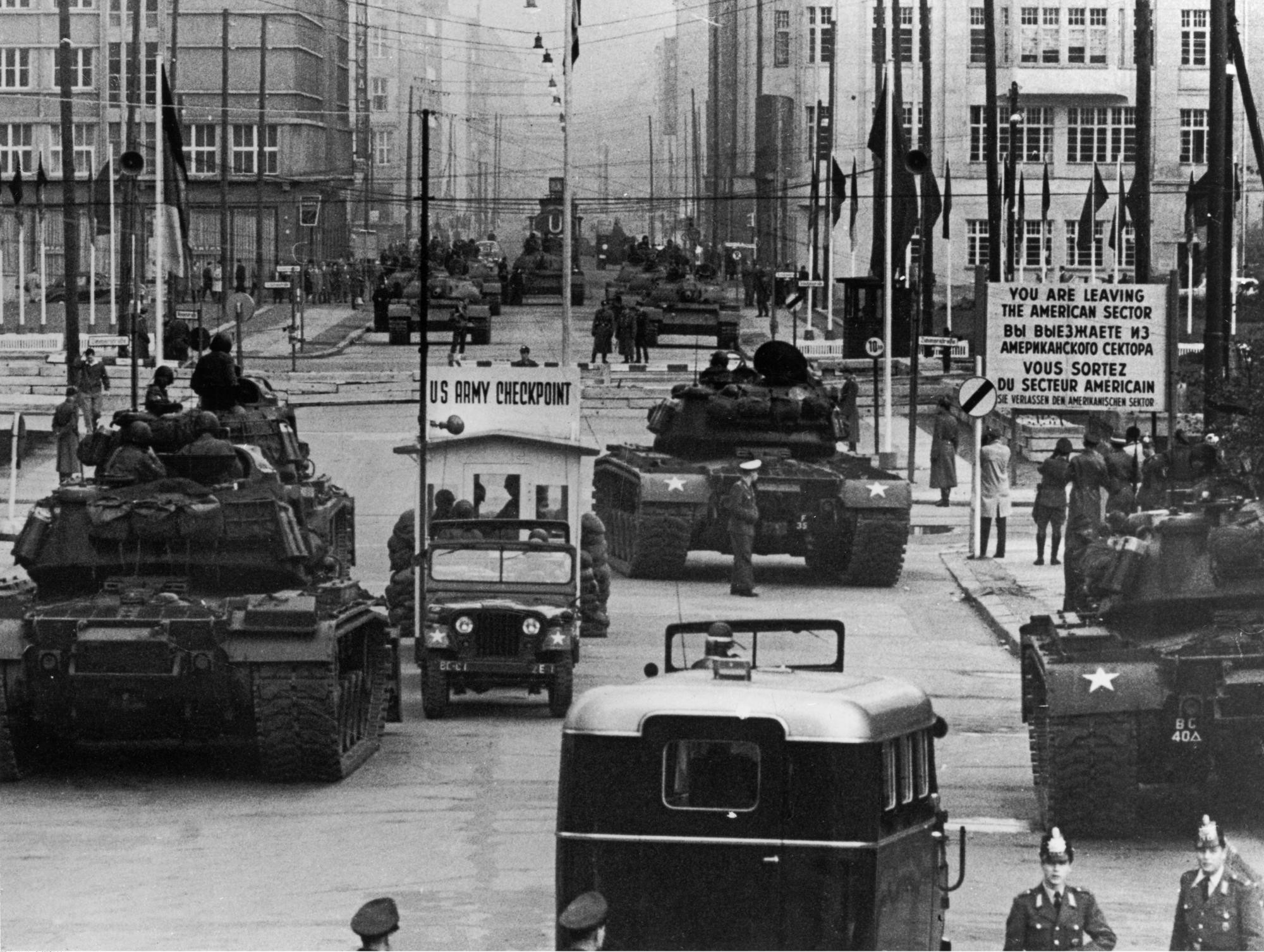
Amerikanska stridsvagnar ställda mot sovjetiska i oktober 1961.

Vid Checkpoint Charlie, den amerikanska sektorns station vid gränsövergången till Östberlin, ökade den amerikanska sidan i oktober sina påtryckningar, i protest mot ytterligare inskränkningar av gränspassager. Man började köra fram stridsvagnar som förstärkt hot när den östtyska gränspersonalen stoppade all passage eller enstaka passager i strid med tidigare avtal. Efter några sådana incidenter, påbörjade den amerikanska generalen Lucius Clay planerade tester av gränspassagen, med start den 25 oktober 1961. När en sådan passage hindrades, rullade man fram tio stridsvagnar, vilka lämnade platsen när situationen lösts. Detta upprepades följande två dagar.
Den 27 oktober eskalerade dock situationen. När de amerikanska stridsvagnarna återvände till sin bas efter den dagens test av gränspassagen, dök sovjetiska stridsvagnar upp vid den östtyska gränsposteringen, varpå de amerikanska skyndade tillbaka till gränsen. Det har kommit att kallas Berlinkonfrontationen, när amerikanska och sovjetiska stridsvagnar nu ställdes öga mot öga med varandra. Samtidigt gick brittiska trupper i ställning vid sektorsgränsen vid Brandenburger Tor. Efter diplomatiska samtal kunde det hela avslutas dagen efter utan strid.
General Clay sägs även ha haft som mål att visa att Sovjetunionen hade den egentliga makten på den östtyska sidan. Östsidan hade också kunnat göra en bedömning av västmakternas beslutsamhet angående Berlins fyrmaktsstatus.

#### Muren blir permanent

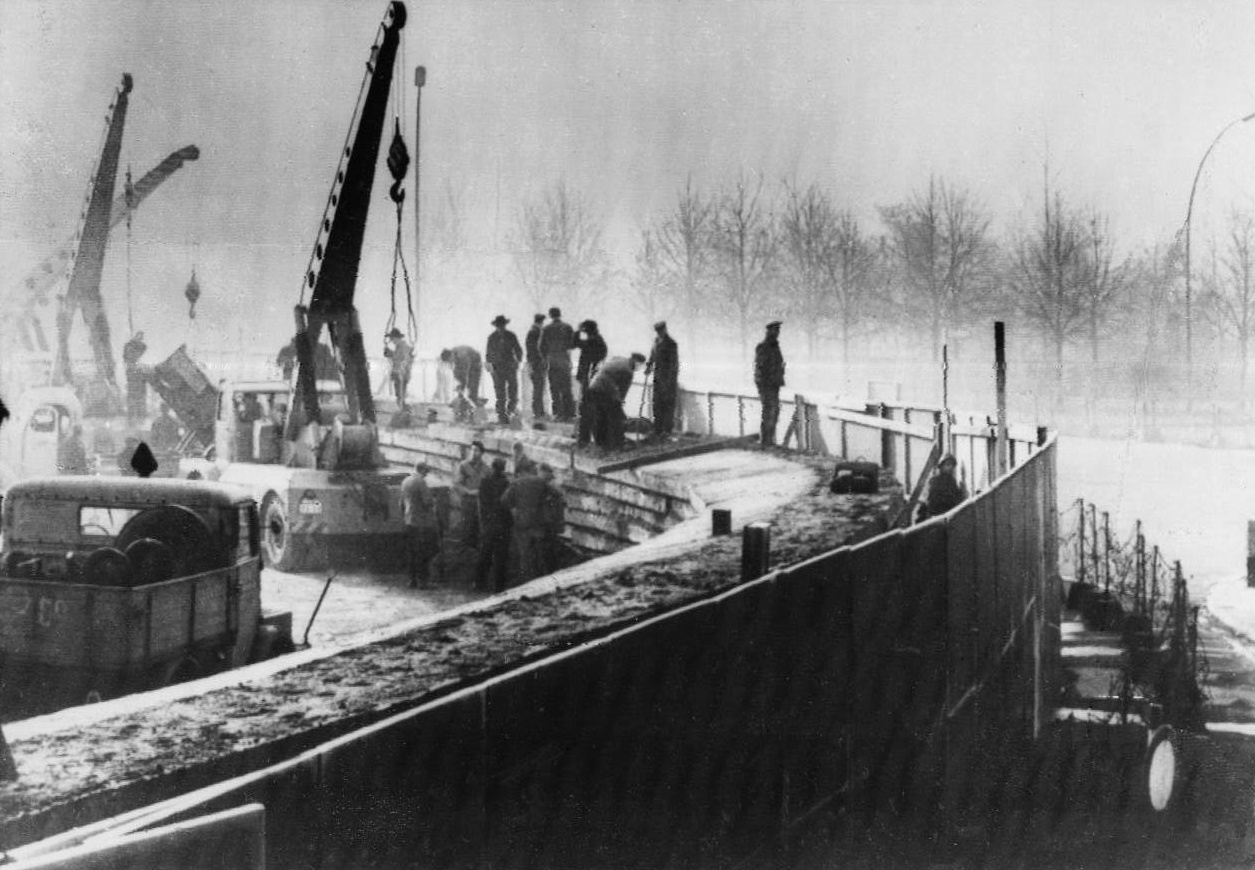
Byggande av permanent murdel i november 1961.

Under sommaren hade bilden av supermakternas kärnvapenbalans klarnat, och den var till tydlig nackdel för Sovjetunionen, som ännu inte hade kapacitet att nå USA från sina egna baser. I slutet av oktober 1961 förklarade Chrusjtjov i ett tal inför sitt parti, att han släppt sitt Berlinultimatum.
Målet att västmakterna skulle lämna Västberlin hade dock inte övergetts, och Chrusjtjov satte istället sitt hopp till en långsiktig utmattningsstrategi, bland annat med ett permanentande av Berlinmuren och inskränkningar eller störningar av Västberlins transittrafik.
Ur den östtyska ledningens synvinkel var muren avgörande för att kunna utveckla politiken och landets ekonomi så länge Västberlin hörde till västmakterna.

#### Luftkorridorkrisen
Under hösten 1961 hade Sovjetunionen menat på att de västallierade överskred sina rättigheter gällande Västberlins luftkorridorer och man ifrågasatte avtalen kring dessa. Den 7 februari 1962 införde Sovjetunionen betydande inskränkningar av luftkorridorerna.
Västmakternas svar involverade användning av militära transportplan, som möttes av sovjetiskt stridsflyg. Några år tidigare, i mars 1953, hade ett brittiskt plan blivit nedskjutet av sovjetiska jaktflygplan, efter att troligen ha råkat avvika från den angivna luftkorridoren, men den här gången provocerades ingen sida till vapenanvändning. Den 30 mars upphörde de sovjetiska försöken att störa flygtrafiken, och krisen såg ut att börja ebba ut.

#### Berlinfrågan börjar överskuggas av annat
I ett försök att utjämna kärnvapenbalansen, började Sovjetunionen 1962 anlägga en robotbas på Kuba, med USA inom räckhåll för sovjetiska medeldistansrobotar. Det utlöste Kubakrisen när USA i oktober fick syn på vad som var på gång. Efter det stod inte Berlinfrågan i centrum som tidigare, utan andra frågor kom att dominera kalla krigets öst-väst-konflikt.
I Berlinfrågan påbörjades överläggningar om ett internationellt samarbete kring transitvägarna. I april 1963 sade sig Sovjetunionen vara positivt inställt till en överenskommelse, men Västtyskland motsatte sig planen, som skulle involverat ett avtal med Östtyskland, vilket då inte hade västtyskt erkännande.

#### Autobahnkrisen
Från sovjetiskt håll hördes snart åter kommentarer om att västmakterna borde lämna Västberlin. I början av oktober 1963, blossade den så kallade Autobahnkrisen upp, då Sovjetunionen upprepade gånger hindrade västmakternas militära transittrafik över östtyska vägar.
Som påtryckning förberedde västmakterna en extra stor militärstyrka för transport över transitvägarna och dessutom ekonomiska sanktioner, men efter diplomatiska samtal mellan USA och Sovjetunionen återgick transittrafiken till det normala i november. Den skulle dock komma att drabbas av återkommande störningar innan Fyrmaktsavtalet slöts 1971.

### Stabilitet och avspänning
En överenskommelse i december 1963 gjorde det möjligt för västberlinare, att för första gången på 28 månader besöka anhöriga i Östberlin, dock bara tillfälligt i samband med jul- och nyårsfirandet.

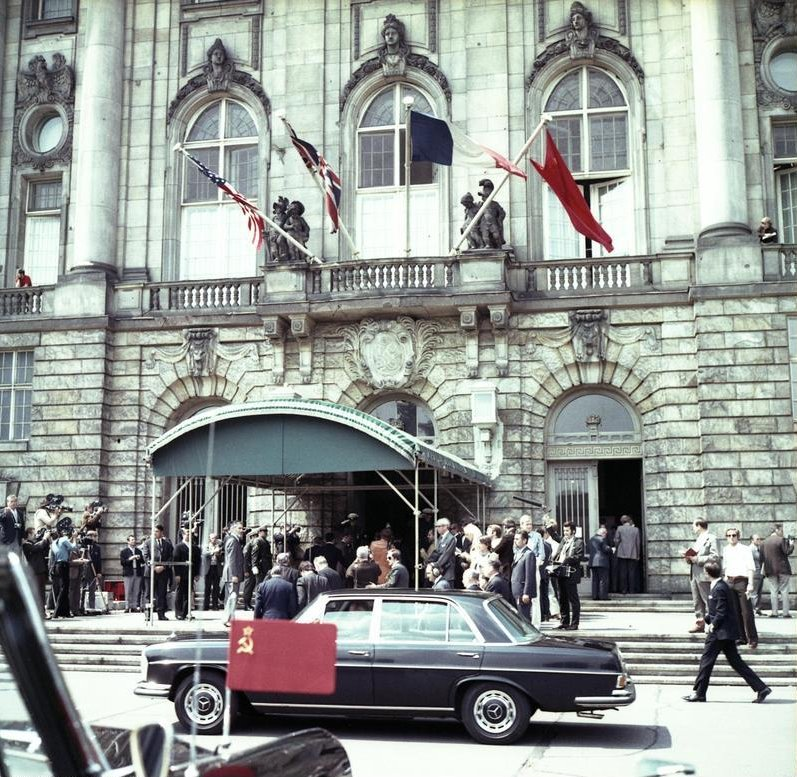
Utrikesministrarna anländer till Kontrollratsgebäude i Berlin för undertecknande av fyrmaktsavtalets slutprotokoll 3 juni 1972.

Västmakterna hade, inte minst med Berlinmurens tillkomst och hur Berlinkonfrontationen föll ut, sett en minskad risk för att Berlinfrågan skulle leda väpnad konflikt, men också att det skulle vara svårt att nå längre än status quo, en bedömning man även verkade göra i öst. Det följde, med andra ord, en tid av politisk stabilitet gällande Berlinfrågan.
Under Willy Brandts tid som utrikesminister och därefter förbundskansler, började Västtyskland sträva efter en normalisering av relationerna med Östeuropa. Moskvafördraget 1970 banade väg för Fyrmaktsavtalet 1971 mellan de tre västmakterna (USA, Storbritannien, Frankrike) och Sovjetunionen rörande Berlins status. Med detta reglerades de fyra makternas ansvar och befogenheter; bland annat den fortsatta fyrmaktsstatusen och att västsektorernas (Västberlins) särskilda relation med Västtyskland respekterades, men att Västberlin ändå inte var en fullvärdig, konstitutionell del av Västtyskland. I övrigt ingick bland annat att transittrafiken skulle ske utan störningar och passage mellan Väst- och Östberlin underlättas. Fyrmaktsavtalet följdes av Transitavtalet och Grundfördraget mellan Västtyskland och Östtyskland. Därigenom stärktes stabiliteten och Berlinfrågan gick in i en längre tid av status quo.

### Östtysklands upplösning
Efter lång tids ekonomisk nedgång och bristande reformvilja, tvingades Östtyskland till en dramatisk kursändring (Wende) 1989, som bland annat ledde till att Berlinmuren öppnades den 9 november och slutligen till Östtysklands upplösning och anslutning till Västtyskland (Förbundsrepubliken Tyskland) den 3 oktober 1990. Därmed slogs Väst- och Östberlin ihop till en enhetlig stad, som samtidigt med sin fulla anslutning till förbundsrepubliken blev det återförenade Tysklands officiella huvudstad.
Inför Tysklands återförening undertecknades Två plus fyra-fördraget i Moskva, den 12 september 1990, där de fyra segrarmakterna efter andra världskriget (Sovjetunionen, USA, Frankrike och Storbritannien) uppsade sina rättigheter i Tyskland, som därmed fick full suveränitet. Avtalet trädde formellt i kraft den 15 mars 1991.